# Tell Me About Tomorrow
Tell Me About Tomorrow («Расскажи мне о завтрашнем дне») — дебютный студийный альбом американского панк-рок музыканта Jxdn, вышедший 2 июля 2021 года на лейблах DTA Records и Elektra Records.

## Об альбоме
Американский музыкант и тик-токер Джейден Исайя Хосслер стал известен в интернете и тик-токе под псевдонимом Jxdn (стилизовано строчными буквами jxdn и произносится как «Jaden»). Хосслер самостоятельно выпустил свой дебютный сингл «Comatose» в феврале 2020 года, который привлек внимание Трэвиса Баркера (наиболее известный как барабанщик панк группы Blink-182), который позже подписал с ним контракт со своим лейблом DTA Records.
Хосслер объявил название альбома одновременно с выпуском «Better Off Dead» 18 декабря 2020 года.
4 июня 2021 года Хосслер объявил трек-лист и дату выхода альбома вместе с пятым синглом «Think About Me».

## Темы и влияния
Темы Tell Me About Tomorrow сосредоточены на взрослении молодого человека и работе с психическим здоровьем и саморефлексией. Хосслер заявил, что он рассказывал о своём опыте депрессии и суицидальных мыслей. Музыка альбома во многом вдохновлена панк-группами Taking Back Sunday и blink-182.
Песня «A Wasted Year» («Потраченный впустую год») связана с невзгодами, вызванными пандемией COVID-19. Она имеет припев, похожий на «Feeling This» группы blink-182. Трек описывается Хосслером как «смесь харизмы Taking Back Sunday и простоты Bleach группы Nirvana».

## Отзывы
Альбом получил положительные и смешанные отзывы музыкальных критиков и интернет-изданий.
Дебра Кейт Шафер из еженедельника The Aquarian Weekly похвалила альбом, заявив, что он «зажигательный по музыкальности и лирически острый», и сравнила его стилистику с «All the Small Things» группы blink-182 и «Welcome to Paradise» группы Green Day.
Кристин Соломан из журнала Melodic Magazine, сказала, что первые несколько треков, такие как «Pills» и «Think About Me», «насыщены стандартным поп-панком, с кричащими припевами, протяжными мелодиями и энергичным барабаном, и текстами, которые заставят любую душу эмо-душу почувствовать себя услышанной». Соломан заявила, что другие треки, такие как «Angels & Demons» и «Better Off Dead», включают в себя элементы хип-хопа и альтернативного рока.
И наоборот, обозреватель Pitchfork Дани Блюм дал альбому отрицательный отзыв и раскритиковал отсутствие личности Jxdn на альбоме, заявив, что «запись ничего не говорит нам о том, кто он, а только о том, кому он хочет подражать». Блюм продолжил, сказав, что тот факт, что Jxdn является новичком в жанре панк, заметно на альбоме, и раскритиковал неоднократные упоминания в альбоме о том, что он рок-звезда, назвав это «самонадеянным удовлетворением». Кроме того, текст был описан как «неуклюжий» и наносящий ущерб предполагаемой цели проекта по повышению осведомленности о психическом здоровье.

## Список композиций
По данным сервиса Tidal.
| №                   | Название                                   | Автор(ы)                                                                                    | Продюсеры                  | Длительность |
| ------------------- | ------------------------------------------ | ------------------------------------------------------------------------------------------- | -------------------------- | ------------ |
| 1.                  | «Intro»                                    |                                                                                             | Трэвис Баркер              | 0:10         |
| 2.                  | «Pills»                                    | Jaden Hossler Davide Cinci Leo Mellace Баркер                                               | Cinci Mellace Баркер       | 2:27         |
| 3.                  | «Think About Me»                           | Hossler Andrew Goldstein Branden Steineckert Jeph Howard Quinn Allman Bert McCracken Barker | Баркер                     | 3:24         |
| 4.                  | «Wanna Be» (при участии Machine Gun Kelly) | Hossler Aaron Jennings Colson Baker Barker                                                  | Баркер                     | 2:38         |
| 5.                  | «A Wasted Year»                            | Hossler Goldstein Mark Hoppus Tom DeLonge Barker                                            | Баркер                     | 2:37         |
| 6.                  | «Angels & Demons»                          | Hossler Keith Varon McKay Stevens Barker                                                    | Varon Баркер               | 2:40         |
| 7.                  | «Interlude»                                |                                                                                             | Баркер                     | 0:16         |
| 8.                  | «One Minute»                               | Hossler Goldstein Nick Long Barker                                                          | Баркер                     | 2:43         |
| 9.                  | «Braindead»                                | Hossler Goldstein Barker                                                                    | Баркер                     | 2:48         |
| 10.                 | «Tonight» (при участии Iann Dior)          | Hossler Aldae Dru Decaro Michael Olmo Nick Bailey Barker                                    | Баркер                     | 2:15         |
| 11.                 | «Fucked Up»                                | Hossler Barker                                                                              | Баркер                     | 2:50         |
| 12.                 | «So What!»                                 | Hossler Jonathan Feldmann Olivia Marsico Barker                                             | Баркер                     | 2:21         |
| 13.                 | «Angels & Demons Pt. 2»                    | Hossler Goldstein Barker                                                                    | Баркер                     | 1:52         |
| 14.                 | «Better Off Dead»                          | Hossler Goldstein Ari Staprans Leff Joe Kirkland Matthew Musto Barker                       | Goldstein Баркер Blackbear | 1:28         |
| 15.                 | «DTA»                                      | Hossler Long Barker                                                                         | Баркер                     | 2:35         |
| 16.                 | «Last Time»                                | Hossler Goldstein Barker                                                                    | Баркер                     | 3:01         |
| 17.                 | «No Vanity»                                | Hossler Goldstein Barker                                                                    | Goldstein Баркер           | 3:25         |
| 18.                 | «Tell Me About Tomorrow»                   | Hossler Goldstein Barker                                                                    | Баркер                     | 3:23         |
| Общая длительность: | Общая длительность:                        | Общая длительность:                                                                         | Общая длительность:        | 44:00        |

## Позиции в чартах
| Чарт (2021)                             | Высшая позиция |
| --------------------------------------- | -------------- |
| Австралия (ARIA)                        | 96             |
| Канада(Canadian Albums, Billboard)      | 83             |
| США (Billboard 200)                     | 95             |
| США (Top Alternative Albums, Billboard) | 6              |
| США (Top Rock Albums, Billboard)        | 13             |